# Abbassia
Abbassia (en arabe : العباسية ; prononcé en arabe égyptien : [elʕæb.bæˈsej.jæ]) est un quartier du Caire, en Égypte.    
La cathédrale copte orthodoxe Saint-Marc du Caire est située à Abbassia ainsi que la faculté de médecine de l'université Ain Shams et ses unités hospitalières affiliées.   
Le quartier est desservi par la station de métro Abbassia.